# Гумбольдтская гавань
Гумбольдтская гавань (гавань Гумбольдта, нем. Humboldthafen) — речная гавань в берлинском районе Митте в непосредственной близости от Центрального вокзала к северу от излучины Шпрее и соединяет реку с Берлинско-Шпандауским судоходным каналом. Построена по проекту ландшафтного архитектора Петера Йозефа Ленне и названа в честь Александра Гумбольдта. Имеет площадь в 33 500 м². Глубина гавани составляет около 3,5 м. Посередине гавань пересекает железнодорожный мост линии берлинской городской электрички. В настоящее время гавань находится под охраной государства.
Использование гавани по назначению было прекращено после Второй мировой войны. До объединения Германии через Гумбольдтскую гавань проходила граница между Западным и Восточным Берлином. Здесь при попытке незаконного пересечения границы погиб Гюнтер Литфин, первая жертва Берлинской стены. С открытием нового вокзала гавань, использовавшаяся в последние годы под складские нужды, вновь обрела привлекательность. Существуют планы открытия в Гумбольдтской гавани яхт-клуба или выставки старинных судов. Рядом с гаванью возводится офисное здание Humboldthafen Eins.